# ФК Братство 2019 Пригревица
Фудбалски клуб Братство 2019 је фудбалски клуб из Пригревице основан 2019. године. Тренутно се такмичи у МОЛ - 1. разред, шестом нивоу српског фудбала.

## Настанак клуба
Након што је дугогодишњи спонзор фудбалског клуба "Братство 1946" Саша Кораћ (дошао у клуб на јесен 2012. године) предао клуб новом власнику Милићу Стојаковићу лета 2019. године, у исто време у Пригревици је основан нови фудбалски клуб "Братство 2019" , које ће своје такмичење започети у најнижем седмом фудбалском рангу "Међуопштинска лига Сомбор - 2. разред".
Након освајања првог места у Подручној лиги Сомбор,клуб је одустао од пласирања у Војвођанску лигу, што је аутоматски значило да се сели у последњи ранг такмичењa.

## Успеси
- ПФЛ Сомбор
Освајач: 2021/22.
- МОЛ - 1. разред
Освајач: 2020/21.
- МОЛ - 2. разред
Освајач: 2019/20.